# Fabiola Ndanga Nana
Fabiola Ndanga Nana, née le 21 janvier 1993, est une judokate camerounaise.

## Carrière
Dans la catégorie des moins de 70 kg, Fabiola Ndanga Nana est médaillée d'argent aux Championnats d'Afrique de judo 2014.